# Cochylis salebrana
Cochylis salebrana is een vlinder uit de familie bladrollers (Tortricidae). De wetenschappelijke naam is voor het eerst geldig gepubliceerd in 1862 door Mann.
De soort komt voor in Europa.